# Montouhotep III
Montouhotep III (-2009 à -1997) est le fils de Montouhotep II et de la reine Tem. Il semble qu'il monte sur le trône à un âge avancé et il va continuer l'œuvre de reconstruction et de rénovation économique débutée par son père.

## Famille
Montouhotep III est le fils et le successeur de Montouhotep II. L'une des épouses de Montouhotep II, Tem, a reçu les titres de « mère du roi » (mwt-nswt) et de « mère du roi de la Haute et de la Basse-Égypte » (mwt-nswt-bjtj) et, sur la base de ces titres, elle est presque certainement la mère de Montouhotep III. Le reste de la famille de Montouhotep III est un mystère : aucune épouse ni aucun enfant ne sont connus explicitement. Seul son successeur, Montouhotep IV est considéré par beaucoup comme son fils, même si cette question est encore débattue par certains. En se basant sur cette filiation, alors Imi, connue comme étant la mère de Montouhotep IV, devait être l'une des épouses de Montouhotep III.

## Règne
Montouhotep III a succédé à son père Montouhotep II sur le trône. On pense qu'après le long règne de son père (51 ans selon le Canon royal de Turin), Montouhotep III devait être relativement âgé lorsqu'il accéda au trône. Le Canon royal de Turin le cite à la position (5.17) et lui attribue un règne de 12 ans,,.

### Expédition au pays de Pount
Montouhotep III envoie une expédition au pays de Pount pendant la 8e année de son règne, ce qui n'avait pas été fait depuis l'Ancien Empire. Une inscription dans l'Ouadi Hammamat décrit l'expédition comme étant forte de 3000 hommes et sous le commandement de l'intendant Henenou. En quittant Coptos en direction de la mer Rouge, ils ont creusé 12 puits pour les futures expéditions et ont débarrassé la région des rebelles. Ils revinrent de Pount avec de l'encens, de la gomme et des parfums, et exploitèrent le Ouadi Hammamat pour en extraire des pierres.

### Monuments
Montouhotep III fait reprendre l'extraction de pierres au Ouadi Hammamat. Cela lui permet de poursuivre la mise en valeur du pays en de nombreux lieux : El Kab, Ermant, Abydos, Éléphantine, Tôd. Il consacre un petit temple en brique crue composé de trois chapelles dédiées sur une colline à Thèbes-ouest et mesurant 24 par 21 mètres. S'y trouve l'un des plus anciens exemples de pylônes égyptiens. Le temple a été construit sur le site d'un temple archaïque plus ancien et a peut-être été détruit par un tremblement de terre vers la fin de la XIe dynastie. Il fait construire sur les frontières nord-est de l'Égypte une série de forteresses destinées à protéger la vallée des raids des populations asiatiques.

Relief provenant du temple de Montou à Tôd inscrit au nom de Montouhotep III - Musée du Louvre
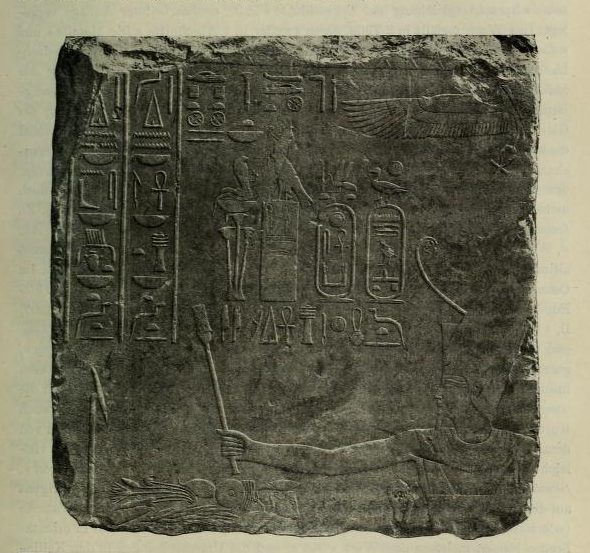
Relief provenant d'Éléphantine représentant Montouhotep III
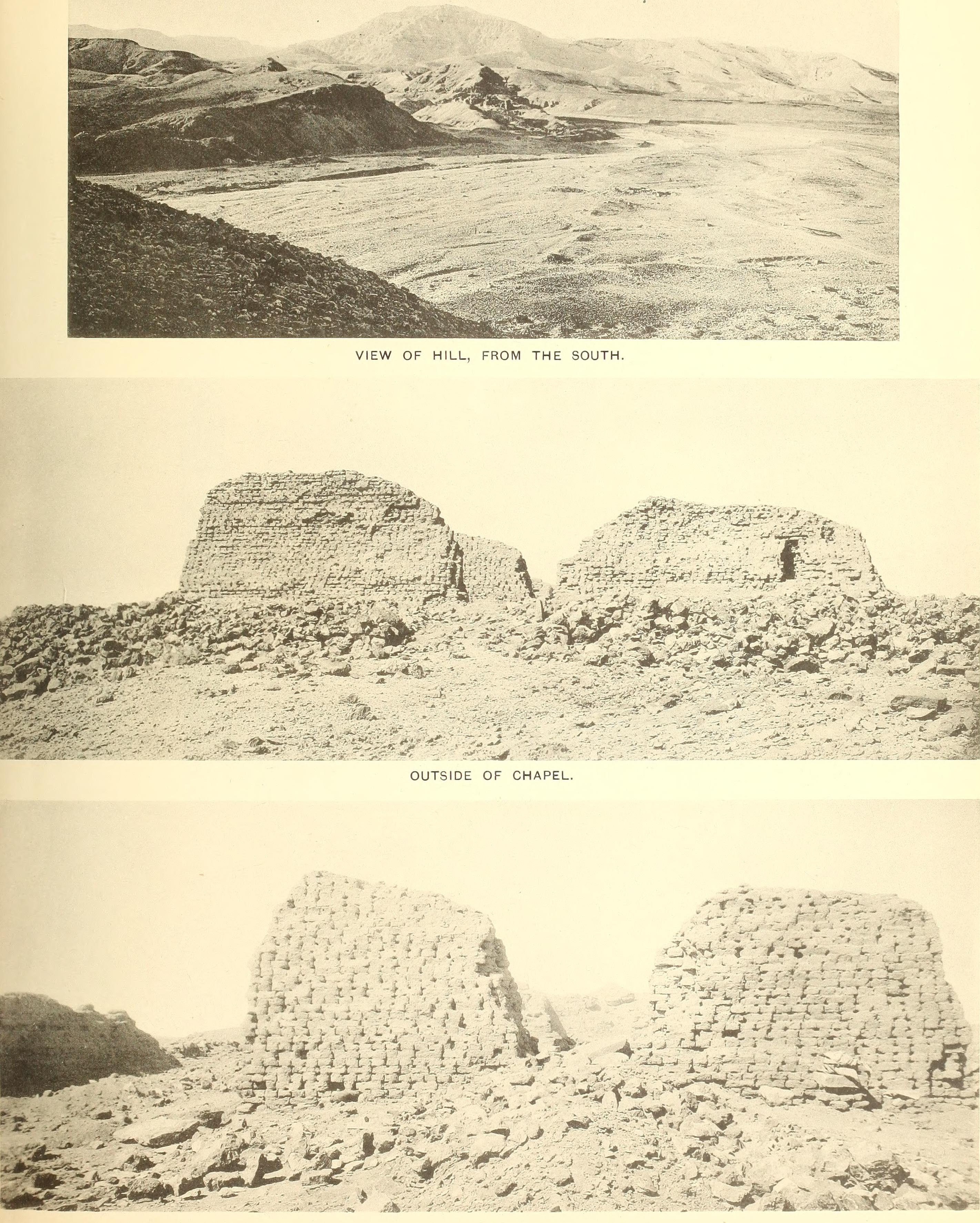
Pylônes du temple de Thèbes-ouest

### Fin de règne
Malgré un règne qui semble prospère, la correspondance d'un prêtre contemporain du nom d'Héqanakht laisse deviner une fin de règne confuse, connaissant des troubles, ainsi qu'un début de famine dans la Thébaïde.

### Contemporains du règne

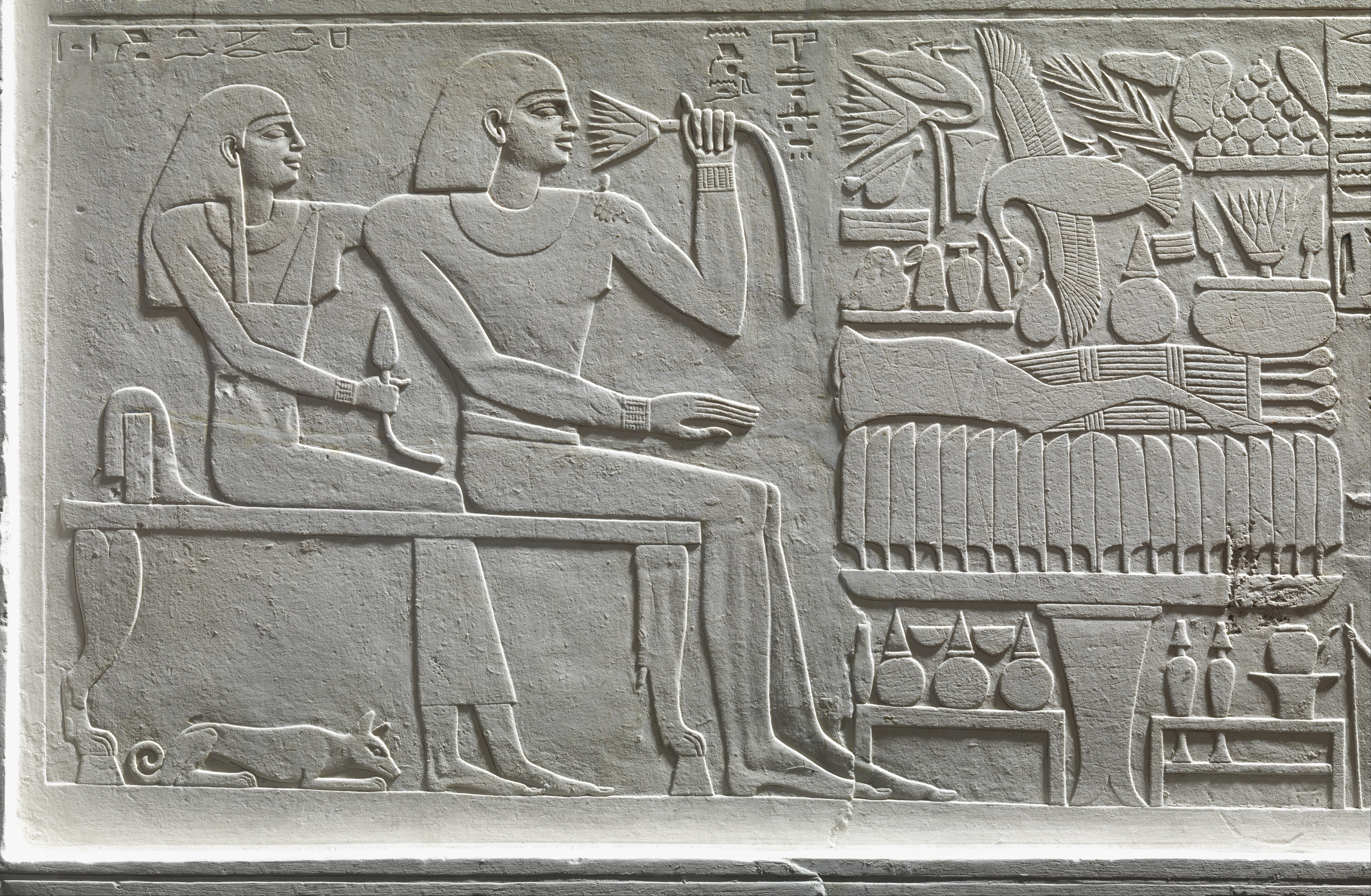
Stèle d'Antef, « surveillant de la forteresse »Metropolitan Museum of Art

Plusieurs membres de l'administration, déjà présents pour la plupart pendant le règne de Montouhotep II, ayant vécu sous le règne de Montouhotep III sont connus :
- Dagi (tombe TT103) : vizir du souverain, dont la carrière avait déjà commencé sous Montouhotep II ;
- Méketrê (tombe TT280) : « directeur des choses scellées » ;
- Merou (tombe TT240) : « directeur des porteurs de sceaux » ;
- Âhanakht (tombe n° 5 à Deir el-Bersha) : « vizir », « chancelier du roi de Haute et Basse-Égypte », « contrôleur des Deux Trônes », « contrôleur des offices », « contrôleur des onguents », « contrôleur des pagnes », « directeur des prêtres de Thot », « directeur des prêtres » et « nomarque du 15e nome de Haute-Égypte » ;
- Neheri (tombe n° 4 à Deir el-Bersha) : « vizir », « contrôleur des Deux Trônes », « directeur des prêtres » et « nomarque du 15e nome de Haute-Égypte » ;
- Henenou : intendant et commandant en chef de l'expédition vers le pays de Pount ;
- Antef : « surveillant de la forteresse ».

## Tombe
Le roi n'aura pas le temps de terminer sa sépulture située sur le site de Deir el-Bahari à une centaine de mètres du temple funéraire de son père, derrière la colline de Cheikh Abd el-Gournah. Peu de choses restent de ce temple : il ne reste que les vestiges d'une chaussée aboutissant à la plateforme du temple et un passage en pente creusé dans la paroi rocheuse ; ce passage mène à une chambre au plafond en encorbellement, construite en blocs de quartzite rouge. Des graffitis hiératiques gravés à cet endroit semblent avoir été écrits par des prêtres du culte funéraire du roi et indiquent que, malgré l'inachèvement du monument, l'enterrement du roi a bien eu lieu.